# Tratado da lei
O Tratado da lei é a principal obra de filosofia jurídica de Tomás de Aquino. Forma as questões 90–108 da Prima Secundæ ("Primeira [Parte] da Segunda [Parte]") da Summa Theologiæ,  obra-prima de Aquino de teologia filosófica escolástica. Juntamente com o aristotelismo, forma a base da teoria jurídica do direito canônico católico. 

## A noção de lei de Aquino
Tomás de Aquino define uma lei como "uma ordenação da razão para o bem comum, feita por aquele que cuida da comunidade e promulgada". 
A lei é uma ordenação da razão porque deve ser razoável  ou baseada na razão e não meramente na vontade do legislador.   É para o bem comum porque o fim ou telos da lei é o bem da comunidade que ela vincula, e não meramente o bem do legislador ou de um grupo de interesse especial.  É feito pela autoridade competente que tem "cuidado da comunidade", e não imposta arbitrariamente por estranhos. É promulgada para que a lei possa ser conhecida.
A pergunta 93 enfoca o Eterno como um todo. Aquino está perguntando se a lei eterna é o plano supremo de Deus? Tomás de Aquino questiona se a lei eterna é ou não um plano de Deus. Ele diz: “Deus fez cada coisa com sua própria natureza. Portanto, a lei eterna não é o mesmo que o plano divino”. (93.1) Agostinho contradiz essa ideia ao afirmar que “a lei eterna é o plano supremo que devemos sempre obedecer”. Aquino acredita que a lei eterna “é simplesmente o plano da sabedoria divina que dirige todas as ações e movimentos das coisas criadas”. (93.1) Ele diz que Deus está acima de tudo. Que ele cria tudo no universo. Os seres humanos participam da lei eterna de duas maneiras, por ação e cognição. “Os virtuosos estão completamente sujeitos à lei eterna, pois sempre agem de acordo com ela.” Aquino acredita que as pessoas que são verdadeiras agem de acordo com a lei eterna.

Thus from the four preceding articles [of Question 90], the definition of law may be gathered; and it is nothing else than an ordinance of reason for the common good, made by him who has care of the community, and promulgated.
Estritamente falando, esta é uma definição da lei humana.  O termo "lei" usado por Tomás de Aquino seria equívoco, significando que o significado primário de lei é "lei humana", mas outros conceitos análogos são expressos com o mesmo termo. 

## Tipos de lei
O Tratado da Lei lida com a visão de Tomás de Aquino sobre o aspecto ético objetivo da tomada de decisão humana. Tomás de Aquino apresenta uma pergunta e depois coloca cada pergunta em um artigo levantando questões específicas que ele tem. As três primeiras questões são divididas em quatro tópicos sobre a essência da lei, os efeitos da lei e a lei eterna.
A primeira questão (Questão 90 da Summa maior) é sobre a essência do direito. Tomás de Aquino divide a questão em quatro artigos. O primeiro artigo é sobre a relação do direito com a razão. Aquino acredita que a razão é a primeira coisa sobre a qual o homem age; “a fonte de qualquer tipo de coisa é a medida e a regra desse tipo de coisa... e assim concluímos que a lei pertence à razão.” A segunda é sobre a relação do direito com o bem comum. Ele afirma que não podemos encontrar o bem comum sem razão; ela nos guia para a felicidade comum através da lei. O terceiro artigo trata de saber se a razão de qualquer pessoa é suficiente para fazer leis. O quarto artigo trata de saber se a promulgação é essencial para a lei. A promulgação é importante para que a lei ganhe força. No final do quarto artigo, Tomás de Aquino apresenta sua definição de lei: “A lei é uma ordenação da razão para o bem comum por alguém que cuida da comunidade e é promulgada”.
A questão 91 é sobre os diferentes tipos de lei. Aquino estabelece quatro tipos de leis: lei eterna, lei natural, lei humana e lei divina. Ele afirma que a lei eterna, ou a providência de Deus, "governa o mundo... sua razão evidentemente governa toda a comunidade do universo". Aquino acredita que a lei eterna é tudo obra de Deus. A lei natural é a participação na lei eterna por criaturas racionais. A lei natural nos permite decidir entre o bem e o mal. Em seguida, temos a Lei Humana; aplicações particulares da lei resultantes da razão. “O direito humano originou-se originalmente da natureza.” A última é a lei divina que é importante porque “pertence a qualquer lei ser dirigida ao bem comum em seu fim”. Essas leis andam todas juntas e a relação deve ser apresentada para compreendê-las individualmente.
A questão 92 é sobre os efeitos nas leis. O primeiro artigo pergunta "O efeito da lei é tornar bons os seres humanos?" Tomás de Aquino sente que, para que a lei torne as pessoas boas, a lei precisa guiar as pessoas à sua virtude correta. “Portanto, uma vez que a virtude torna bons os que a possuem, o efeito próprio da lei é, consequentemente, tornar bom o seu súdito, seja absolutamente ou em algum aspecto.” O segundo artigo é Designamos Adequadamente Atos Jurídicos? Este artigo enfoca no que consistem os Atos Jurídicos Designados: ou seja, “comandar, proibir, permitir e punir”. Aquino acredita que alguns atos humanos são bons e alguns são maus.

### Lei natural
A lei natural ou a lei da natureza refere-se a propriedades normativas que são inerentes em virtude da natureza humana e universalmente cognoscíveis através da razão humana. Historicamente, a lei natural refere-se ao uso da razão para analisar a natureza humana social e pessoal para deduzir regras obrigatórias de comportamento moral. A lei da natureza, sendo determinada pela natureza, é universal.

### Lei eterna
A pergunta 93 enfoca o Eterno como um todo. Aquino está perguntando se a lei eterna é o plano supremo de Deus? Tomás de Aquino questiona se a lei eterna é ou não um plano de Deus. Ele diz: “Deus fez cada coisa com sua própria natureza. Portanto, a lei eterna não é o mesmo que o plano divino”. (93.1) Agostinho contradiz essa ideia ao afirmar que “a lei eterna é o plano supremo que devemos sempre obedecer”. Aquino acredita que a lei eterna “é simplesmente o plano da sabedoria divina que dirige todas as ações e movimentos das coisas criadas”. (93.1) Ele diz que Deus está acima de tudo. Que ele cria tudo no universo. Os seres humanos participam da lei eterna de duas maneiras, por ação e cognição. “Os virtuosos estão completamente sujeitos à lei eterna, pois sempre agem de acordo com ela.” Aquino acredita que as pessoas que são verdadeiras agem de acordo com a lei eterna.

### Lei humana
Para Tomás de Aquino, a lei humana só é válida se estiver de acordo com a lei natural. Se uma lei é injusta, então não é realmente uma lei, mas uma "perversão da lei".  

## Disposição

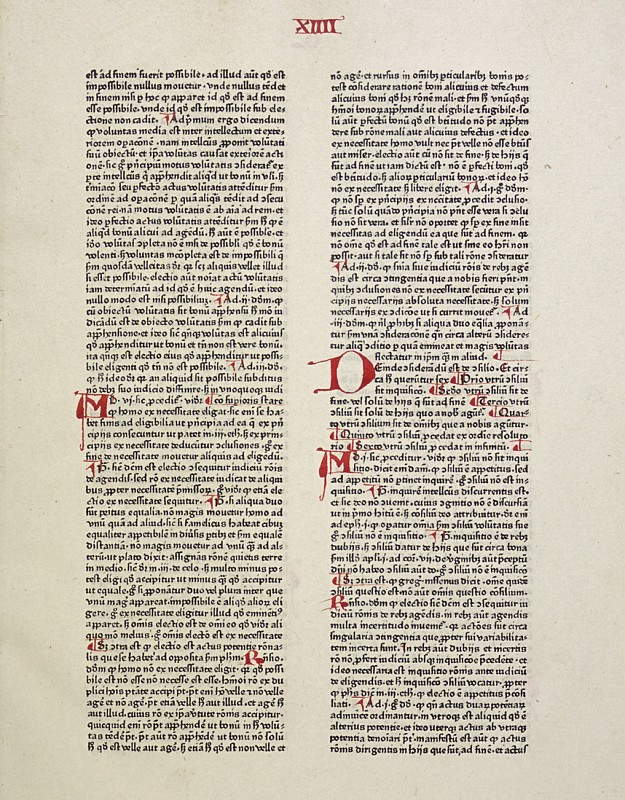
Summa theologica, Pars secunda, prima pars. (cópia de Peter Schöffer, 1471)

O Tratado da lei (como parte da Summa Theologica) é dividido em Artigos (ou tópicos gerais) e Questões (ou tópicos específicos). Cada uma das Questões defende uma única tese e a defende contra objeções. A divisão é a seguinte: 
1. NO GERAL
Q. 90: Da Essência da Lei (a racionalidade, fim, causa e promulgação da lei)
Q. 91: Das várias espécies de leis (leis eternas, naturais, humanas, divinas, do pecado)
Q. 92: Dos Efeitos da Lei
2. EM PARTICULAR
Q. 93: Da Lei Eterna
Q. 94: Da Lei Natural
Q. 95: Da Lei Humana
Q. 96: Do poder da lei humana
Q. 97: Da mudança nas leis
Q. 98: Da Lei Antiga
Q. 99: Dos preceitos da Lei Antiga
Q. 100: Dos preceitos morais da antiga lei
Q. 101: Dos preceitos cerimoniais em si
Q. 102: Das Causas dos Preceitos Cerimoniais
Q. 103: Da duração dos preceitos cerimoniais
Q. 104: Dos preceitos judiciais
Q. 105: Da Razão dos Preceitos Judiciais
Q. 106: Da Lei do Evangelho, Chamada Lei Nova, Considerada em Si
Q. 107: Da Nova Lei Comparada com a Antiga
Q. 108: Das coisas que estão contidas na nova lei

## Legado
William S. Brewbaker III, da Universidade do Alabama, chamou-o de "talvez o mais famoso dos textos jurídicos metafísicos",  enquanto Robert M. Hutchins o declarou "o maior de todos os livros sobre a filosofia do direito". 